# Comté de Warren (Ohio)
Pour les articles homonymes, voir Comté de Warren.
Le comté de Warren (en anglais : Warren County) est l'un des 88 comtés de l'État américain de l'Ohio. Fondé en 1803, il est situé dans le sud-ouest de l'État. Son siège est situé à Lebanon.

### Localités

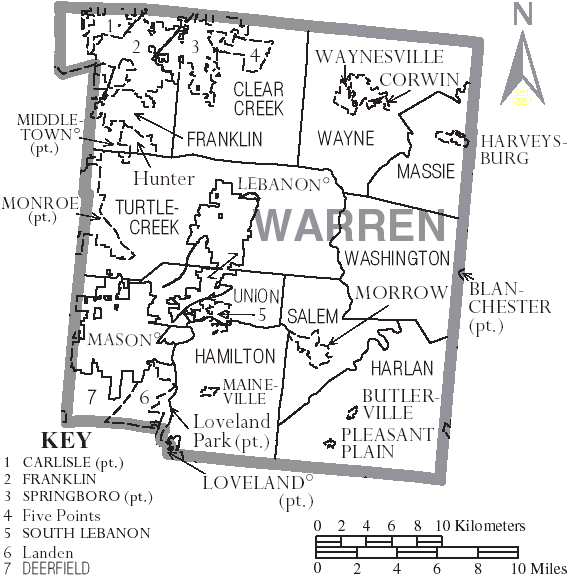
Carte des localités du comté de Warren.

## Géographie
Selon les données du Bureau du recensement des États-Unis (USCB), le comté de Warren couvre une superficie de 1 054 km² (soit 407 mi²), dont 1 035 km² (soit 400 mi²) en surfaces terrestres et 19 km² (soit 8 mi²) en surfaces aquatiques.

### Comtés limitrophes
Les comtés limitrophes sont :
- Comté de Greene,
- Comté de Clinton,
- Comté de Clermont,
- Comté de Hamilton,
- Comté de Butler,
- Comté de Montgomery.

## Démographie
Le comté est peuplé, en 2010, lors de l'estimation du Bureau du recensement, de 212 693 habitants.